# Copestylum corumbense
Copestylum corumbense är en tvåvingeart som först beskrevs av Charles Howard Curran 1930.  Copestylum corumbense ingår i släktet Copestylum och familjen blomflugor. Inga underarter finns listade i Catalogue of Life.